# Travis Lutter
Travis S. Lutter (Chamberlain, 12 de maio de 1973) é um atleta estadunidense lutador de MMA que venceu o The Ultimate Fighter 4.

## ApósTUF
Após vencer o TUF 4, Lutter foi escalado para lutar no UFC 74 em 25 de agosto de  2007 contra o novato no UFC Ryan Jensen; entrementes, ele foi obrigado à desisitr devido a uma lesão. Quase uma ano se passou fora do UFC, quando Lutter foi escalado para lutar com Rich Franklin no UFC 83. Lutter foi derrotado no segundo round por TKO.
Após perder duas lutas seguidas, Lutter foi demitido do UFC. Isso fez dele o primeiro vencedor do TUF a ser demitido. Ele derrotou Jason MacDonald no evento principal do Maximum Fighting Championship em 22 de outubro de 2009.

## Vida
Lutter é casado e tem um filho chamado Jordan. Lutter é dono de dois centros de treinamento.

## Cartel no MMA
| Res.    | Cartel | Oponente            | Método                       | Evento                                     | Data       | Round | Tempo | Local                                                  | Notas |
| ------- | ------ | ------------------- | ---------------------------- | ------------------------------------------ | ---------- | ----- | ----- | ------------------------------------------------------ | ----- |
| Derrota | 10-6   | Rafael Natal        | KO (Socos)                   | Moosin: God of Martial Arts                | 21-05-2010 | 1     | 4:12  |                                                        |       |
| Vitória | 10-5   | Jason MacDonald     | Decisão (unânime)            | MFC 22: Payoff                             | 02-10-2009 | 3     | 5:00  |                                                        |       |
| Derrota | 9-5    | Rich Franklin       | TKO (Golpes)                 | UFC 83: Serra vs. St. Pierre 2             | 19-04-2008 | 2     | 3:01  |                                                        |       |
| Derrota | 9-4    | Anderson Silva      | Finalização (Cotoveladas)    | UFC 67: All or Nothing                     | 03-02-2007 | 2     | 2:11  | A luta seria pelo título, mas Lutter não bateu o peso. |       |
| Vitória | 9-3    | Patrick Côté        | Finalização (Chave de braço) | The Ultimate Fighter 4 Finale              | 11-11-2006 | 1     | 2:18  | Venceu o The Ultimate Fighter 4 Peso Médio             |       |
| Vitória | 8-3    | Cedric Marks        | Finalização (Chave de braço) | IFF 1 – International Freestyle Fighting 1 | 06-05-2006 | 1     | 1:15  |                                                        |       |
| Vitória | 7-3    | José Landi-Jons     | Finalização (Chave de braço) | Cage Rage 15: Adrenaline Rush              | 04-02-2006 | 1     | 4:00  |                                                        |       |
| Derrota | 6-3    | Trevor Prangley     | Decisão (unânime)            | UFC 54: Boiling Point                      | 20-08-2005 | 3     | 5:00  |                                                        |       |
| Vitória | 6-2    | Matt Ewin           | Finalização (Chave de dedo)  | CR 12 – The Real Deal                      | 2005-07-02 | 1     | 1:40  |                                                        |       |
| Derrota | 5-2    | Matt Lindland       | Finalização (Guilhotina)     | UFC 52: Couture vs. Liddell 2              | 16-04-2005 | 2     | 3:32  |                                                        |       |
| Vitória | 5-1    | Marvin Eastman      | KO (Soco)                    | UFC 50: The War of '04                     | 22-10-2004 | 2     | 0:33  |                                                        |       |
| Vitória | 4-1    | Grzegorz Jakubowski | Finalização (Kimura)         | EVT 2 – Hazard                             | 04-04-2004 | 2     | 2:45  |                                                        |       |
| Vitória | 3-1    | Mark Epstein        | Finalização (Mata-leão)      | EVT 1 – Genesis                            | 06-12-2003 | 2     | 2:45  |                                                        |       |
| Derrota | 2-1    | Jorge Rivera        | TKO (Golpes)                 | USMMA 2 – Ring of Fury                     | 21-09-2002 | 3     | 3:46  |                                                        |       |
| Vitória | 2-0    | Chris Munsen        | Finalização (Mata-leão)      | HOOKnSHOOT – Relentless                    | 25-05-2002 | 1     | 0:45  |                                                        |       |
| Vitória | 1-0    | James Cooper        | Decisão                      | PRW – Power Ring Warriors                  | 07-11-1998 | N/A   | N/A   |                                                        |       |